# Chiesa di San Francesco di Paola (Firenze)
La chiesa di San Francesco di Paola è un luogo di culto cattolico situato in piazza San Francesco di Paola, nella zona dell'Oltrarno a Firenze.
Fu edificata con l'aiuto finanziario della famiglia Strozzi e dedicata al santo calabrese che fondò l'ordine dei Minimi.

## Storia

### Cinquecento
Fin dall'agosto 1584 si parla di una sollecitazione di Bianca Cappello, presso l'arcivescovo fiorentino Alessandro de' Medici, per la fondazione di un nuovo convento dei Minimi, da aggiungersi a quello già insediato nella chiesa di San Giuseppe; tuttavia, la costruzione del nuovo complesso conventuale iniziò solo dopo il 1589, data in cui Alessandro di Camillo Strozzi ha donato ai frati Minimi un podere posto fuori "Porta a Pier Gattolini", coltivato a vigneti, frutteti, oliveti, con casa padronale e colonica. Il podere era situato nella parrocchia di San Sepolcro sotto Bellosguardo ed era chiamato la "piazuola della podesteria del Galluzzo". Nella donazione era anche compreso un campo di 15 staiora confinante con i Padri di San Donato a Scopeto, chiamato il "Cederno".

### Seicento

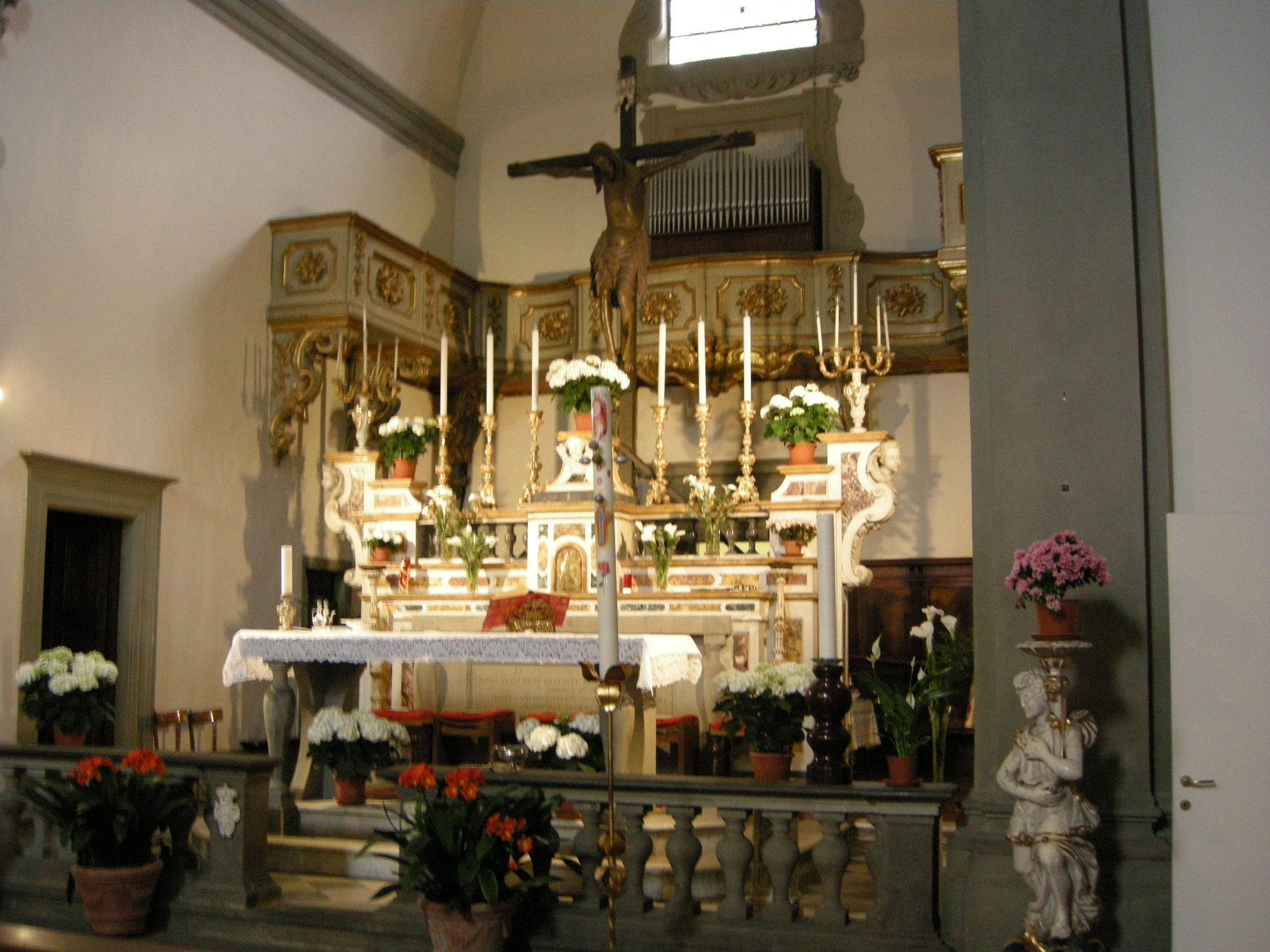
Altare maggiore

Dal 1638 è ricordata da Giovanni Sini la presenza in cantiere dell'architetto Gherardo Silvani. Il biografo, amico dell'architetto, afferma che il Silvani intervenne ai lavori della chiesa, senza tuttavia precisare le parti da lui realizzate.
La chiesa parrebbe terminata nel 1643, data in cui termina il fascicolo delle Spese di Fabbrica.
Dal 1645 al 1746 intervenne nella chiesa Giovannozzo Giovannozzi, in seguito a numerosi lasciti, alcuni dei quali abbastanza cospicui; il suo l'intervento è collocabile nella prima metà del XVIII secolo, come testimoniato dal Richa.

### Settecento

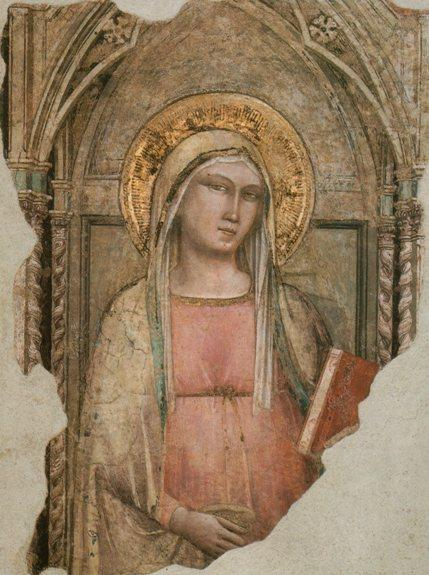
Taddeo Gaddi, Madonna del Parto, trasferita nella chiesa nel Settecento

La chiesa fu poi di nuovo ristrutturata alla metà del Settecento.
Un'annotazione interessante, risalente all'8 settembre 1770, riguarda l'acquisto di "filo di ferro e altro per ricatenare la volta della chiesa": ciò permette di stabilire che la navata della chiesa era coperta da una volta, la cui presenza è confermata nel '700 dal Richa e in seguito da Carlo Pini che, nel 1863 cita l'affresco dipinto nella volta della chiesa, raffigurante l'Apoteosi di S. Francesco di Paola.
Nel 1783 il complesso convento-chiesa viene acquistato dal senatore Giovanni Federighi, che trasformò il convento in villa e la chiesa a cappella privata, come ricorda una lastra marmorea, posta sopra il portale della chiesa. Il Federighi fa inoltre trasportare nella chiesa il sarcofago del vescovo di Fiesole Gerolamo Benozzo Federighi di Luca della Robbia, che era nella chiesa di San Pancrazio (nel 1809)che nel frattempo era stata sconsacrata dai francesi, per poi essere successivamente trasferito nella chiesa di Santa Trinita (il 9 gennaio 1895), dove si trova attualmente. Del 1785 è il trasferimento della Madonna del parto di Taddeo Gaddi, un affresco staccato proveniente dalla ex-chiesa di San Pier Maggiore, come dimostrato dal 1964 dal Soprintendente Ugo Procacci attraverso alcuni documenti. Fu rilevato in particolare che al momento della demolizione di quest'ultima chiesa (1784-85) il senatore Giovanni Federighi chiese la Madonna e la ottenne dall'Arcivescovo di Firenze Antonio Martini.

### Ottocento
Tra il 1814 e 1822 la chiesa di San Francesco di Paola viene concessa all'arciconfraternita della Misericordia ad uso di sepolcreto dei confratelli, come testimoniato dalle varie lapidi presenti in essa.
Dalla prima metà del XIX secolo, la chiesa è sotto la giurisdizione del parroco dei Santi Vito e Modesto, mentre il convento servì da sede alla Cancelleria di Legnaia e Galluzzo.
Il convento annesso fu soppresso al tempo del granduca Pietro Leopoldo e ridotto a villa nel 1873, dove fra gli altri vi abitò lo scultore Adolf von Hildebrand. Nel bel giardino è presente una statua di San Francesco di Paola di Giuseppe Piamontini del 1695. Attualmente il convento è adibito ad uso di appartamenti privati, di proprietà degli eredi dello storico inglese Harry Brewster.

### Epoca contemporanea
La chiesa oggi, al termine di un lungo restauro (1997-2006) guidato dalla Soprintendenza ai Beni Architettonici di Firenze, ha con la chiesa di San Vito funzione parrocchiale.

## Descrizione

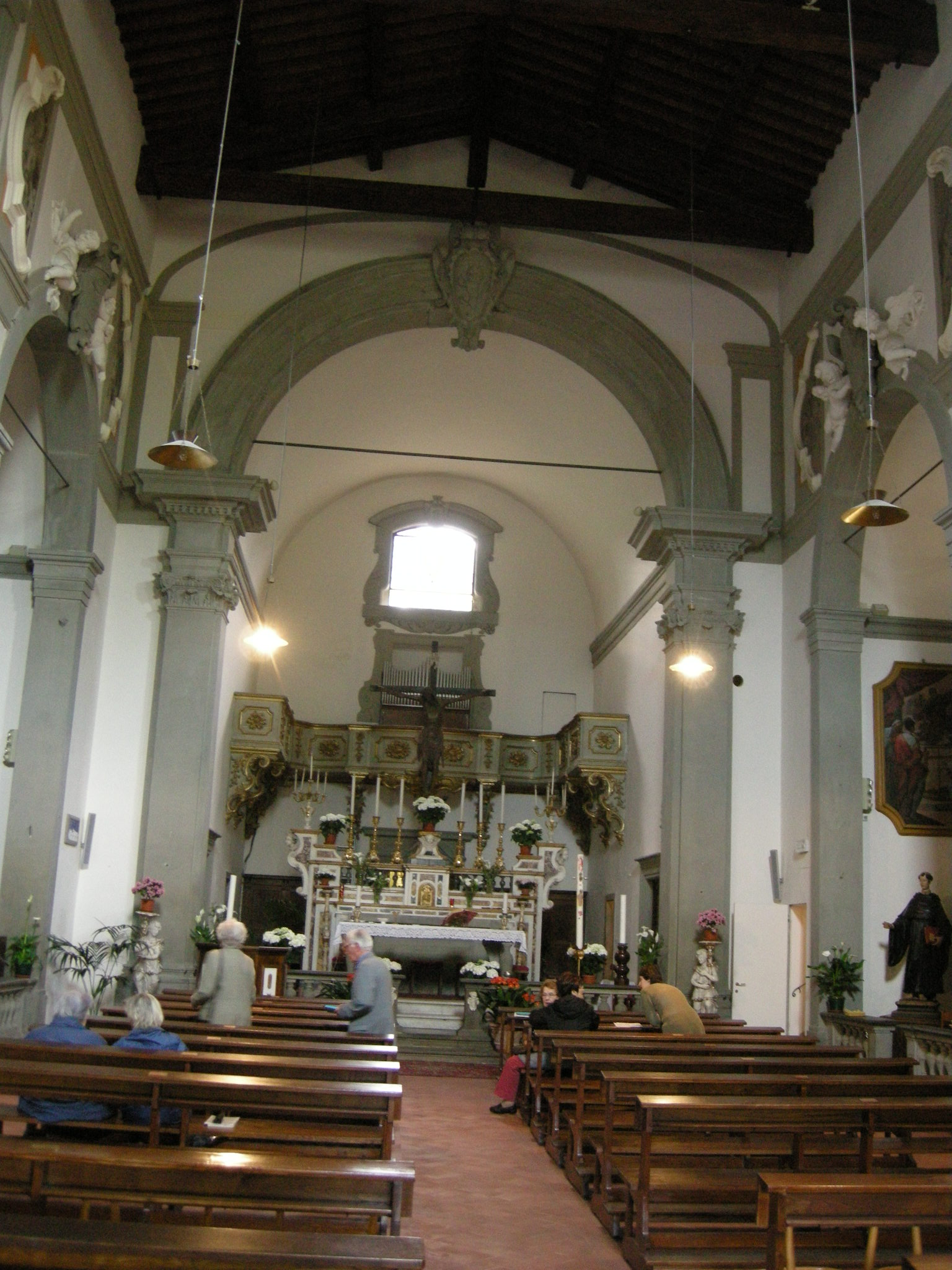
Interno

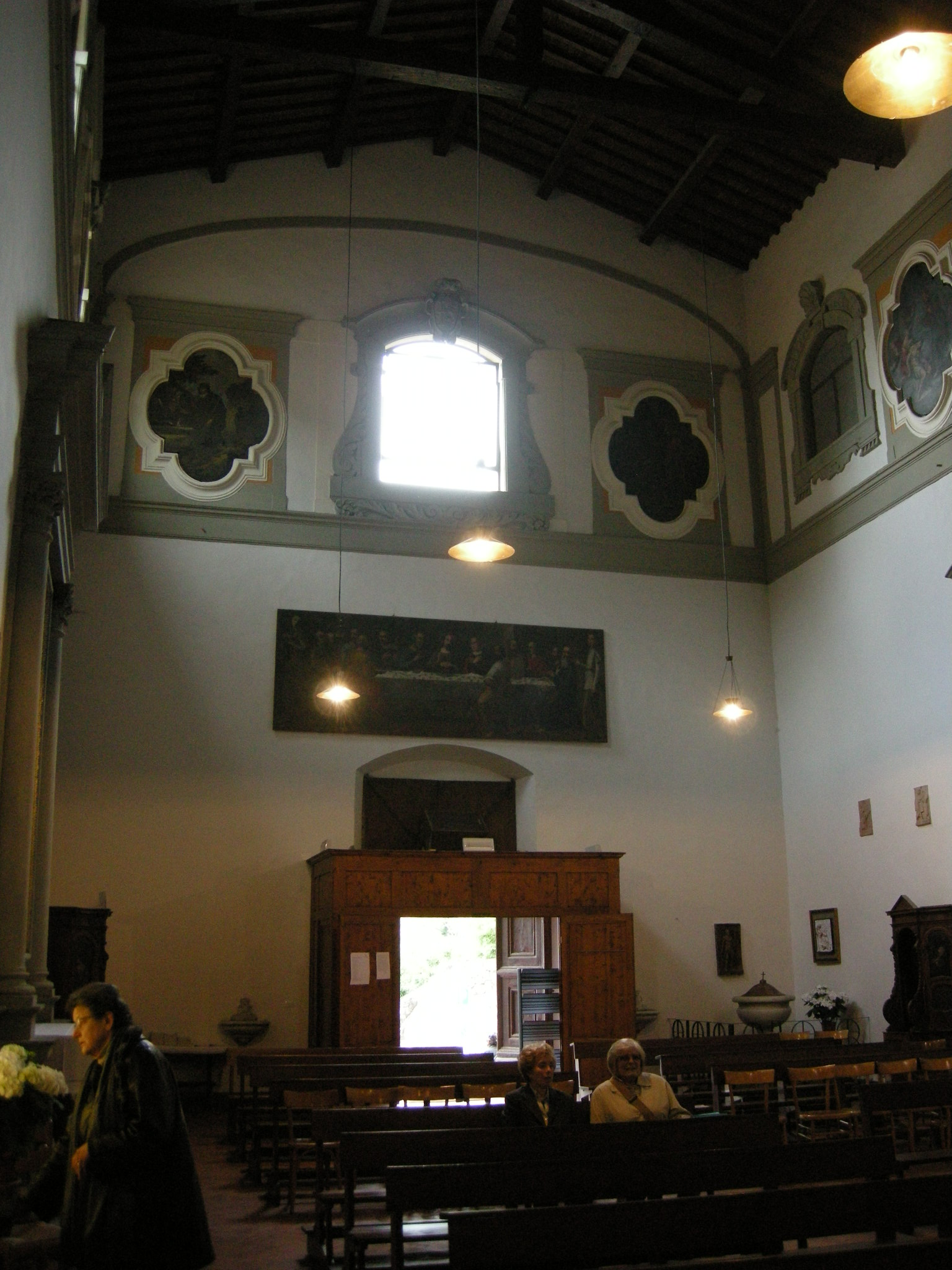
Controfacciata

Tra le opere pittoriche, oltre alla già menzionata Madonna del Gaddi, occorre ricordare il ciclo delle Storie di San Francesco di Paola (sei tele polilobate) ad opera di Dionisio Predellini, Antonio Nicola Pillori ed Ignazio Hugford (attribuzione di Caterina Bon Valsassina), la Deposizione del Cristo (forse di autore vicino al Naldini), San Michele Arcangelo libera le anime dal Purgatorio (prima metà del Seicento), l'Annunciazione di Giovan Battista Vanni (attr.), il Ritratto naturale di San Francesco di Paola (1602, di ignoto). In chiesa sono anche due opere di Giuseppe Moriani: S. Francesco di Paola fa stillare sangue da una moneta e San Francesco di Paola risuscita tre fanciulli. Entrambe del 1716, le tele presentano due episodi della vita del Santo calabrese: per far capire il carattere odioso delle imposte il santo fa stillare sangue da una moneta di fronte al re Ferrante di Aragona a Napoli; l'altra si riferisce forse a un episodio leggendario, il miracolo dell'apparizione del Santo che fa resuscitare tre fanciulli morti accidentalmente presso Lima in Perù.
È infine da ammirare, sopra l'altare maggiore, il crocifisso ligneo, forse del XV secolo.

## Confraternite
Nella chiesa e nei suoi annessi si riunirono nel tempo alcune confraternite. Tra le più importanti ci fu la Compagnia di San Francesco di Paola dei Tessitori d'Opera.